# Боббі Ольшевський
Роберт «Боббі О» Ольшевський (англ. Robert "Bobby O" Olszewski; нар. 6 вересня 1977) — американський політик. Член Республіканської партії, перед цим був членом Палати представників штату Флорида, представляє 44-й округ, який включає Віндермір, Вінтер-Гарден, Готу, Лейк-Буена-Вісту, Окленд, частково Окої та Доктор-Філліпс, Горайзон-Вест та громад Вільямсбурга у південно-західному окрузі Орандж. У районі є Дісней Ворлд, Universal Studios Florida, SeaWorld, International Drive та Orange County Convention Center.

## Біографія
Закінчивши вищу школу в переписній місцевості Доктор-Філліпс (м. Орландо, штат Флорида), Ольшевський здобув бакалаврат в Університеті Центральної Флориди за подвійною спеціальністю в галузі радіо/телебачення та організаційної комунікації, а також два ступені магістра з менеджменту в Аеронавігаційному університеті Ембрі-Ріддл та вивчав корпоративні комунікації та технології в Роллінз-колледжі. Доктор Ольшевський також здобув ступінь доктора філософії в діловому адмініструванні в Північноцентральному університеті. Пізніше Ольшевський служив міським комісаром у Вінтер-Гардені. Вперше був обраний, набравши 71 відсоток голосів, і після цього балотувався на другий термін без конкурентів. Окрім роботи у Флоридському домі, Ольшевський професійно працює консультантом із партнерства у Флориді для Спеціальної Олімпіади.

## Палата представників Флориди
Після того, як губернатор Рік Скотт призначив Еріка Ейсногла суддею П'ятого окружного апеляційного суду Флориди, Ольшевський переміг у Республіканській партії на позачергових виборах. На загальних виборах він переміг, набравши 56 відсотків голосів.
2018 року Ольшевський балотувався на переобрання до Палати представників, де на загальних виборах його здолала Джеральдін Томпсон — колишній сенатор штату.